# 7 км (зупинний пункт, Донецька залізниця, Амвросіївський район)
7 кілометр — пасажирська зупинна залізнична платформа Донецької дирекції Донецької залізниці. Розташована за глиняним кар'єром поблизу смт Копані, Амвросіївський район, Донецької області на лінії Кутейникове — Каракуба між станціями Кутейникове (7 км) та Карбідний (9 км).
Через військову агресію Росії на сході України транспортне сполучення припинене, хоча до того ходив електропоїзд в усі дні, окрім понеділка, № 62521/62522.